# Stephanie Rehe
Stephanie Rehe (Fontana, 5 novembre 1969) è un'ex tennista statunitense.

## Statistiche

### WTA

#### Singolare

##### Vittorie (5)
Legenda
| Grande Slam (0)               |
| VS, WTA Tour Championship (0) |
| Tier I (0)                    |
| Tier II (0)                   |
| Tier III (0)                  |
| Tier IV (0)                   |
| Tier V (2)                    |
| VS (3)                        |

| Numero | Data              | Torneo                                 | Superficie    | Avversaria in finale | Punteggio |
| 1.     | 15 settembre 1985 | Virginia Slims of Utah, Salt Lake City | Cemento       |                      |           |
| 2.     | 10 novembre 1985  | Florida Federal Open, Tampa            | Cemento       |                      |           |
| 3.     | 18 ottobre 1987   | Puerto Rico Open, San Juan             | Cemento       |                      |           |
| 4.     | 24 aprile 1988    | Taiwan Open, Taipei                    | Sintetico (i) |                      |           |
| 5.     | 7 agosto 1988     | Virginia Slims of San Diego, San Diego | Cemento       |                      |           |

##### Sconfitte (2)
Legenda
| Grande Slam (0)               |
| VS, WTA Tour Championship (0) |
| Tier I (0)                    |
| Tier II (0)                   |
| Tier III (0)                  |
| Tier IV (0–0)                 |
| VS (0)                        |

| Numero | Data | Torneo | Superficie | Avversaria in finale | Punteggio |
|        |      |        |            |                      |           |

#### Doppio

##### Vittorie (2)
Legenda
| Grande Slam (0)               |
| VS, WTA Tour Championship (0) |
| Tier I (0)                    |
| Tier II (0)                   |
| Tier III (0)                  |
| Tier IV (0–0)                 |
| VS (0)                        |

| Numero | Data | Torneo | Superficie | Compagna | Avversarie in finale | Punteggio |
|        |      |        |            |          |                      |           |

##### Sconfitte (2)
Legenda
| Grande Slam (0)               |
| VS, WTA Tour Championship (0) |
| Tier I (0)                    |
| Tier II (0)                   |
| Tier III (0)                  |
| Tier IV (0–0)                 |
| VS (0)                        |

| Numero | Data | Torneo | Superficie | Compagna | Avversarie in finale | Punteggio |
|        |      |        |            |          |                      |           |